# Білоцерківське староство
Білоцерківське староство — адміністративна одиниця на півдні Київщини в часи литовського та польського панування XVI—XVIII ст. Місто Біла Церква — значний торговий, ремісничий, військовий центр тієї доби.
Як староство територія належала королям, мала широке самоуправління та численні привілеї.

## Короткий опис
Колишній Юр'їв швидко відроджується після татаро-монгольської навали як Біла Церква. Вже в XIV ст. тут працюють різноманітні майстерні, не вщухає торгівля.
Королі, прагнучи укріпити південно-східні креси Речі Посполитої, давали пільги шляхтичам та поселенцям. З 1569 року Білоцерківське староство об'єднувало все Середнє Поросся включно із майбутніми Сквирщиною і Таращанщиною. З часом землі все щільніше заселялись та дробились на панські маєтності та нові менші староства. На 1616 рік в Білій Церкві існувало понад 600 дворів. На 1641 — у місті налічується 277 ремісників.
Розташоване на пагорбах Придніпровського узвишшя, прорізаних річками (найбільша з них — Рось), староство відігравало важливу роль в обороні від кочівників. Білоцерківський замок був потужним укріпленням з чисельним гарнізоном та артилерією. Стоячи на гірці над Россю, маючи додаткові природні укріплення, замок відновлювався після кожної облоги, а вони ставались дедалі частіше. З кінця XVI-го і впродовж двох наступних століть Білоцерківщина була ареною визвольних змагань Козаччини. Тут почав шлях Криштоф Косинський, воював Северин Наливайко з товариством; замок в різні часи робили своєю резиденцією Богдан Хмельницький, Семен Палій, Іван Мазепа.
Поки вирує Визвольна війна, населення скорочується, ремесла занепадають, козацька старшина прибирає до рук маєтності шляхти, а панщина для селян все така ж важка. За нею слідують десятиліття Руїни. Зрештою, Березневі статті, Андрусівський та Вічний мир повернули край під Польську корону, але навряд чи могла йти мова про встановлення нормального врядування та привілеїв. Тривали сутички між гетьманами, додавали вогню татари, вибухали нові повстання. 1712 року поновлено Білоцерківське староство, лише в межах самого міста. Поновлена та зміцнена фортеця, яку повстанці тепер оминали.
Однак для Речі Посполитої настав час занепаду. Наприкінці XVIII ст. владу та майно в краю прибрали до рук магнати Браницькі. Вони жили, не переймаючись клопотами своїх підданих. До речі, землі цим панам дістались за заслуги в придушенні Коліївщини.
Третій поділ Польщі поставив крапку в історії Білоцерківського староства: фортецю знищили, місто перетворилось на рядовий повітовий центр.

## Хронологія
Зведення київським воєводою Пронським замку у 1552 р. робить Білу Церкву центром староства.
 З 1570 року господарем тут стає князь Костянтин Василь Острозький, але мешканці убезпечені від утисків привілеями: у 1580 році польський король Стефан Баторій звільнив бояр і міщан Білої Церкви від всіляких податків «на вічні часи» (городяни повинні були будувати й утримувати замок, нести польову варту), а 1589 року міщани Білої Церкви одержали магдебурзьке право. Однак В.-К. Острозький того ж року домігся від короля його скасування і став вимагати виконання феодальних повинностей. У відповідь білоцерківці повстали.
1590 року їх повстання придушене, але з 1591 по 1593-й рр. в регіоні вирувало повстання Косинського, з 1596 — Наливайка.
1620 року Біла Церква знов отримала Магдебурзьке право.
З 1647-го — Хмельниччина, зокрема, у 1651 році оборона міста від польського війська та підписання Білоцерківського миру.
1704-1709 рр. в місті — резиденція гетьмана Мазепи. Почалось (у 1706-му) спорудження Миколаївської церкви.
1712 рік Білоцерківщина знов відійшла до Польщі, місто оголошено староством.
1774 рік — коронний гетьман граф Францішек Ксаверій Браницький отримує Білоцерківське староство з 137-ма поселеннями й 450-ма десятинами землі «у довічне володіння»
1793-1799 роки Браницькі закладають в Білій Церкві знаменитий парк.